# Kommissionsverlag
Ein Kommissionsverlag ist ausschließlich für den Vertrieb einer Publikation zuständig. Er erwirbt keine eigenen Verlagsrechte und trägt nicht die Honorare und Herstellungskosten für eine Veröffentlichung.
Meist sind wissenschaftliche Institutionen, Behörden oder Bibliotheken Auftraggeber von Kommissionsverlagen.
Der Kommissionsverlag wird durch einen bestimmten Anteil vom Umsatz entschädigt und deckt damit die Kosten für den Vertrieb und die Werbemaßnahmen.
Angesichts seiner Auftraggeber und der beschriebenen Merkmale unterscheidet er sich sowohl von Verlagen wie auch von Zuschussverlagen und Selbstkostenverlagen.